# Anna Potocka
Anna Potocka   (1615 - 1690) va ser una noble de la Confederació de Polònia i Lituània.
Nascuda vers 1615. Membre de la casa de l'escut d'armes de Pilawa, va ser filla de Stefan Potocki, vòivoda de Braclaw (1568-1631) i de la princesa Maria Mohylanka (1592-1638).
Com passà amb la seva mare i les seves ties, filles del voivoda de Moldàvia, Ieremia Movilă, va ser objecte de diverses estratègies matrimonials per part de la seva família. Al llarg de la seva vida va casar-se tres vegades: en primeres noces, el 1640 es va casar amb Domènec Alexandre Kazanoswski (1605-1648) el 1640, fill de Marcin Kazanoswski (1565-1636) i de Caterina Starzycka (1578-1647). Després va unir-se a Boguslaw Jerzy Sluszka, tresorer del regne de Lituània, i finalment amb Michal Stanislawski, vòivoda de Kíiv, de qui va romandre vídua.
Des de la seva posició de governadora de la província de Kíiv, va influir de manera molt important en la personalitat i l'activitat de mecenatge de la seva parenta, Marianna Potocka o Kosntancja, a qui va procurar el seu matrimoni amb Stanisław Antoni Szczuka, vicecanceller de Lituània, i també va afavorir la seva conversió del calvinisme al catolicisme.
Va morir entre el 6 o 12 de febrer de 1695.

## Descendència
Del matrimoni amb Kazanovski va néixer:
- Marianna Kazanowska (1643-1687), muller d'Estanislau Joan Jablonowski (1634-1702).[2][6]